# 李克文
李克文（？—1005年），原名李光文（李光文为宋太宗赵光义避讳），是北宋初年党项族将领，本姓拓跋，是定难军节度使李彝殷的儿子，李光睿的四弟。
李光文的母亲是秦国太夫人渎氏，宋太祖乾德五年（967年）秋，李彝兴（李彝殷为宋太祖的父亲赵弘殷避讳）去世。太平兴国三年（978年），李克睿去世，次年，李克睿之子李继筠去世。这时，李克文担任定难节度使下辖衙前都知兵马使，宋太宗让李继筠弟弟李继捧继承节度使。太平兴国七年（982年），绥州刺史、西京作坊使李克文上表说李继捧不该继承，于是宋太宗让李继捧入朝，李克文权知夏州，夏州政权被北宋实际控制。李继捧族弟李继迁不愿投降宋朝，率族人逃往地斤泽。九月，李克文被宋太宗召入京城，以唐僖宗赐给他祖先李思恭的铁券和朱书御札献给宋太宗，受到太宗嘉奖。授澧州刺史。十月，夏州大乱，李克文受命权知州事，去安抚。景德二年（1005年），李克文以博州防御使卒于任，追赠岳州防御使。为人恭顺，谨守法，安抚族众。